# 行政局
行政局（ぎょうせいきょく）は、2001年まで自治省に設置されていた内部部局。総務省自治行政局に再編された。

## 概要
地方公共団体の制度、国と地方公共団体の関係のあり方、選挙制度・政治資金制度の企画・立案などを行っている。

### 所掌
自治省設置法に所掌事務が規定されている。
```
（行政局の所掌事務）
第10条 行政局においては、左に掲げる事務をつかさどる。
一 
国家行政組織法
第十六条第一項の規定に基く
内閣総理大臣
の権限の行使について助言その他の援助をすること。
二 
地方自治
に影響を及ぼす国の施策の企画、立案及び運営に関し、必要な意見を関係
行政機関
に申し出ること。
三 
地方自治法
（第261条を除く。）に基く内閣総理大臣の権限の行使について助言その他の援助をすること。
四 
地方公共団体
の組織及び運営に関する制度を企画し、及び立案すること。
五 
行政書士法
（
昭和
26年
法律第四号）の施行に関すること。
 五の二 合併市町村の建設に関する計画の指導その他市町村の育成及び振興に関すること。
 五の三 奄美群島復興特別措置法の施行に関すること。
六 
地方公務員
に関する制度を企画し、及び立案すること。
七 地方公共団体の
人事
行政に対して協力し、及び技術的助言を行うこと。
八　町村職員恩給組合及び町村職員恩給組合連合会に関する事務を処理すること。
九　
地方職員共済組合
に関する事務を処理すること。
十　前各号に掲げるものの外、地方自治法及びその他の法律に基く
自治大臣
の
地方行政
に関する権限の行使に関すること。
 十の二 公務員部においては、前項第六号から第九号の二までに掲げる事務をつかさどる。
```

## 組織

### 行政課
```
1 
地方公共団体
に対する
総理大臣
、
自治大臣
の権限行使（関係行政機関に対し。）。
2 
地方自治
関係施策についての意見申出。
3 地方公共団体の組織、運営制度の企画、立案。
4 
行政書士法
。
5 地方制度資料（地方自治月報）等。
```

### 振興課
```
1 
地方公共団体
の規模の適正化、行政運営の合理化、事務の共同処理に関する制度の企画、立案。
2 
市町村
の育成、振興。
3 協議会、機関の共同設置、事務委託、地方公共団体の組合、
地方開発事業団
。
4 住居表示。
5 
住民基本台帳法
。
6 特定商業集積の整備の促進に関する特別措置法に関する企画、立案。
```

### 公務員部

#### 公務員課
```
1 
地方公務員
制度の企画立案。
2 
地方公共団体
の
人事
行政への協力、助言。
3 地方公共団体の
人事委員会
、
公平委員会
に関する制度、地方公務員の競争試験及び選考、職階制、定数、勤務条件、研修、勤務評定、
勤務条件に関する措置要求
、
不利益処分に関する不服申立て
に関する制度の企画、立案及び協力、技術的助言。
```

#### 給与課
```
1 
地方公務員
の給与及び公務災害補償に関する制度の企画立案。
```

#### 福利課
```
1 
地方公務員
の
厚生福利
制度の企画立案。
2 地方公共団体の厚生福利への助言。
3 
地方公務員共済組合
。
4 地方公務員共済組合審議会。
5 地方議会議員共済会。
6 地方団体関係団体の職員の
年金制度
の企画立案。
```

## 行政局長
| 氏名       | 就任年月日     |
| ---------- | -------------- |
| 藤井貞夫   | 1957年8月1日   |
| 佐久間彊   | 1961年11月24日 |
| 長野士郎   | 1966年7月1日   |
| 宮澤弘     | 1969年10月3日  |
| 皆川迪夫   | 1972年6月20日  |
| 林忠雄     | 1972年12月26日 |
| 山本悟     | 1976年6月11日  |
| 近藤隆之   | 1977年7月26日  |
| 柳沢長治   | 1978年9月1日   |
| 砂子田隆   | 1979年10月15日 |
| 大林勝臣   | 1982年7月9日   |
| 木村仁     | 1987年9月21日  |
| 森繁一     | 1989年7月10日  |
| 浅野大三郎 | 1990年7月2日   |
| 紀内隆宏   | 1991年10月15日 |
| 吉田弘正   | 1993年7月1日   |
| 松本英昭   | 1995年8月1日   |
| 鈴木正明   | 1998年1月6日   |
| 中川浩明   | 1999年8月14日  |